# Jelly Roll
Jelly Roll is de artiestennaam van Jason Bradley DeFord (Nashville, Tennessee, 4 december 1984), een Amerikaanse multi-genre singer-songwriter. 

## Biografie
Jelly Roll groeide op in Antiochin (een zuidelijk stadsdeel van Nashville). Na de scheiding van zijn ouders kwam hij in aanraking met justitie, onder meer vanwege drugshandel. Jelly Roll is getrouwd en heeft twee kinderen uit een eerdere relatie.

## Muziek
Jelly Roll begon rijmpjes te schrijven toen hij nog maar 12 jaar oud was. Naarmate hij ouder werd, begon hij met opnemen en optredens in de stad. Al snel werd hij opgemerkt door raplegende Tech N9ne die hem contracteerde bij zijn label Strange Music. Er volgden meerdere studioalbums en hij werkte samen met artiesten als Lil Wyte, BPZ, Haystak en Struggle Jennings. Op het album Addiction Kills uit 2017 begon Jelly Roll ook met zingen. Jelly Roll maakte op 9 november 2021 zijn Grand Ole Opry debuut. In 2023 maakte hij met Whitsitt Chapel zijn eerste country studioalbum.

## Discografie

### Albums
Tussen haakjes totaal aantal weken in de lijst / * nog in de lijst
| Titel                 | Datum      | Charts           | Charts          | VS Billboard Charts | VS Billboard Charts | VS Billboard Charts | VS Billboard Charts | Opmerkingen           |
| Titel                 | Datum      | NL Album Top 100 | VL Ultratop 200 | Billboard 200       | Top Country Albums  | Independent Albums  | Top Rock Albums     | Opmerkingen           |
| --------------------- | ---------- | ---------------- | --------------- | ------------------- | ------------------- | ------------------- | ------------------- | --------------------- |
| Year Round            | 19-04-2011 | -                | -               | -                   | -                   | -                   | -                   | met Lil Wyte & BPZ    |
| Strictly Business     | 15-11-2011 | -                | -               | -                   | -                   | -                   | -                   | met Haystak           |
| The Big Sal Story     | 26-10-2012 | -                | -               | -                   | -                   | -                   | -                   | -                     |
| No Filter             | 16-07-2013 | -                | -               | -                   | -                   | 42 (1wk)            | -                   | met Lil Wyte          |
| Business As Usual     | 19-11-2013 | -                | -               | -                   | -                   | -                   | -                   | met Haystak           |
| Sobriety Sucks        | 13-05-2016 | -                | -               | -                   | -                   | 48 (1wk)            | -                   | -                     |
| No Filter 2           | 18-11-2016 | -                | -               | -                   | -                   | -                   | -                   | met Lil Wyte          |
| Addiction Kills       | 21-04-2017 | -                | -               | -                   | -                   | -                   | -                   | -                     |
| Waylon & Willie       | 03-11-2017 | -                | -               | -                   | -                   | 28 (1wk)            | -                   | met Struggle Jennings |
| Waylon & Willie II    | 23-03-2018 | -                | -               | -                   | -                   | 17 (1wk)            | -                   | met Struggle Jennings |
| Waylon & Willie III   | 16-11-2018 | -                | -               | -                   | -                   | 25 (1wk)            | -                   | met Struggle Jennings |
| Goodnight Nashville   | 07-12-2018 | -                | -               | -                   | -                   | 46 (1wk)            | -                   | -                     |
| Whiskey Sessions II   | 05-04-2019 | -                | -               | -                   | -                   | -                   | -                   | -                     |
| A Beautiful Disaster  | 13-03-2020 | -                | -               | 97 (1wk)            | -                   | 9 (1wk)             | -                   | VS: Goud              |
| Self Medicated        | 16-10-2020 | -                | -               | 110 (1wk)           | -                   | 22 (1wk)            | -                   | -                     |
| Waylon & Willie IV    | 16-12-2020 | -                | -               | -                   | -                   | -                   | -                   | met Struggle Jennings |
| Ballads of the Broken | 17-09-2021 | -                | -               | 157 (16wk)          | -                   | 21 (61wk)           | 35 (35wk)           | VS: Goud              |
| Whitsitt Chapel       | 02-06-2023 | -                | -               | 3 (77wk)            | 2 (88wk)            | 1 (1wk) (88wk)      | 1 (1wk) (79wk)      | VS: Goud              |
| Beautifully Broken    | 11-10-2024 | -                | -               | 1 (1wk) (17wk)*     | 1 (2wk) (17wk)*     | -                   | -                   |                       |

### Ep's
- Whiskey Sessions (2014)
- Crosses & Crossroads (2019)

### Mixtapes
- The Plain Shmear Tape (2003)
- Gamblin' on the White Boy, Vol. 1 (2004)
- The Halfway House (2005)
- Street Flavor (2006) (met Charlie P en Haystak)
- House Arrest (2007)
- Gamblin' on the White Boy, Vol. 2 (2008)
- The Hate Goes On (2009)
- Gamblin' on the White Boy, Vol. 3 (2009)
- Therapeutic Music: The Bipolar Edition (2010)
- Therapeutic Music 2: The Inner Struggle (2010)
- Deal or No Deal (2010)
- Mr. Controversy (2010)
- Eleven on the Come Out (2011)
- Gamblin' on the White Boy, Vol. 4 (2011)
- The Collection (2011)
- Therapeutic Music 3: Road To Vol. 4 (2011)
- Therapeutic Music 4: Just My Thoughts (2012)
- White Trash Tale (2012)
- Mid-Grade Miracle (The Boston George Story) (2012)
- Whiskey, Weed & Waffle House (Women) (2013)
- Biggest Loser (2014)
- Therapeutic Music 5 (2015)

### Singles
Tussen haakjes totaal aantal weken in de lijst / * nog in de lijst
| Titel                          | Jaar       | Charts    | Charts            | Charts         | Charts     | VS Billboard Charts | VS Billboard Charts | VS Billboard Charts          | Opmerkingen |
| Titel                          | Jaar       | NL Top 40 | NL Single Top 100 | VL Ultratop 50 | Hot 100    | Country Airplay     | Hot Country Songs   | Hot Rock & Alternative Songs | Opmerkingen |
| ------------------------------ | ---------- | --------- | ----------------- | -------------- | ---------- | ------------------- | ------------------- | ---------------------------- | --- |
| Smoking Section                | 04-12-2015 | -         | -                 | -              | -          | -                   | -                   | -                            | VS: Goud |
| Demons                         | 16-11-2016 | -         | -                 | -              | -          | -                   | -                   | -                            | met Lil Wyte VS: Goud                                                                                            |
| Hate Goes On                   | 21-04-2017 | -         | -                 | -              | -          | -                   | -                   | -                            | VS: Goud |
| Only                           | 21-04-2017 | -         | -                 | -              | -          | -                   | -                   | -                            | VS: Goud |
| Wheels Fall Off                | 21-04-2017 | -         | -                 | -              | -          | -                   | -                   | -                            | VS: Goud |
| Fall in the Fall               | 23-03-2018 | -         | -                 | -              | -          | -                   | -                   | -                            | met Struggle Jennings VS: Goud                                                                                   |
| I'm on It                      | 25-12-2018 | -         | -                 | -              | -          | -                   | -                   | -                            | als Young Slugga ft. Jelly Roll, David Ray en Brabo Gator                                                        |
| Same Asshole                   | 13-04-2019 | -         | -                 | -              | -          | -                   | -                   | -                            | VS: Platina |
| Creature                       | 27-02-2020 | -         | -                 | -              | -          | -                   | -                   | -                            | met Krizz Kaliko en Tech N9ne VS: Platina                                                                        |
| I Need You                     | 05-03-2020 | -         | -                 | -              | -          | -                   | -                   | -                            | VS: Goud |
| Bottle & Mary Jane             | 13-03-2020 | -         | -                 | -              | -          | -                   | -                   | -                            | VS: Platina |
| Save Me                        | 25-06-2020 | -         | -                 | -              | -          | -                   | -                   | -                            | VS: 3× Platina                                                                                                   |
| Call It Quits                  | 09-04-2021 | -         | -                 | -              | -          | -                   | -                   | -                            | als Crypt ft. Jelly Roll x Adam Calhoun van album Buried Alive door Crypt                                        |
| Dead Man Walking               | 17-09-2021 | -         | -                 | -              | -          | -                   | -                   | 30 (12wk)                    | - |
| Son of a Sinner                | 22-08-2022 | -         | -                 | -              | 31 (28wk)  | 1 (1wk) (47wk)      | 8 (41wk)            | 4 (58wk)                     | VS: 2× Platina                                                                                                   |
| Need a Favor                   | 09-12-2022 | -         | -                 | -              | 13 (47wk)  | 1 (4wk) (39wk)      | 3 (52wk)            | 1 (5wk) (61wk)               | CA: Goud |
| Save Me (Remix)                | 11-05-2023 | -         | -                 | -              | 19 (37wk)  | 1 (2wk) (41wk)      | 6 (34wk)            | -                            | met Lainey Wilson                                                                                                |
| Behind Bars                    | 02-06-2023 | -         | -                 | -              | -          | -                   | -                   | 36 (1wk)                     | met Brantley Gilbert en Struggle Jennings                                                                        |
| Halfway to Hell                | 02-06-2023 | -         | -                 | -              | 48 (12wk)  | 1 (1wk) (23wk)      | 11 (25wk)           | 7 (37wk)                     | - |
| Hold On Me                     | 02-06-2023 | -         | -                 | -              | -          | -                   | -                   | 43 (1wk)                     | - |
| Kill a Man                     | 02-06-2023 | -         | -                 | -              | -          | -                   | -                   | 44 (1wk)                     | - |
| The Lost                       | 02-06-2023 | -         | -                 | -              | -          | -                   | -                   | 32 (1wk)                     | - |
| Wild Ones                      | 06-10-2023 | -         | -                 | -              | 35 (37wk)  | -                   | -                   | -                            | als Jessie Murph & Jelly Roll VS: 2× Platina / AU: Platina                                                       |
| Whiskey Bent                   | 03-11-2023 | -         | -                 | -              | -          | -                   | 47 (1wk)            | -                            | als Cody Johnson ft. Jelly Roll van album Leather door Cody Johnson                                              |
| Best for Me                    | 18-03-2024 | -         | -                 | -              | 93 (1wk)   | -                   | -                   | -                            | als Joyner Lucas ft. Jelly Roll van album Not Now, I'm Busy door Joyner Lucas                                    |
| I Am Not Okay                  | 12-06-2024 | -         | -                 | -              | 14 (32wk)  | 1 (3wk) (31wk)      | 3 (35wk)            | -                            | - |
| Liar                           | 02-08-2024 | -         | -                 | -              | 31 (24wk)  | 1 (1wk) (14wk)      | 5 (32wk)            | -                            | - |
| Losers                         | 26-08-2024 | -         | -                 | -              | 25 (5wk)   | -                   | 12 (22wk)           | -                            | als Post Malone ft. Jelly Roll van album F-1 Trillion door Post Malone                                           |
| Heart of Stone                 | 11-10-2024 | -         | -                 | -              | -          | 24 (9wk)            | 45 (2wk)            | -                            | |
| Haunted                        | 24-01-2025 | -         | -                 | -              | 58 (8wk)   | -                   | 14 (16wk)*          | -                            | als Kane Brown & Jelly Roll van album The High Road door Kane Brown                                              |
| Hard Fought Hallelujah (Remix) | 07-02-2025 | -         | -                 | -              | 40 (14wk)* | 44 (7wk)            | 12 (4wk)            | 8 (28wk)*                    | als Brandon Lake & Jelly Roll van album King of Hearts door Brandon Lake                                         |
| Amen                           | 25-04-2025 | -         | -                 | -              | 64 (4wk)*  | -                   | -                   | -                            | als Shaboozey & Jelly Roll van album Where I've Been, Isn't Where I'm Going: The Complete Edition door Shaboozey |
| Bloodline                      | 22-05-2025 | 28 (1wk)* | 21 (1wk)*         | -              | -          | -                   | -                   | -                            | als Alex Warren & Jelly Roll                                                                                     |

### Singles (als medewerkend artiest)
Tussen haakjes totaal aantal weken in de lijst / * nog in de lijst
| Titel            | Jaar       | Charts    | Charts            | Charts         | Charts    | VS Billboard Charts | VS Billboard Charts | VS Billboard Charts          | Opmerkingen                                                                                |
| Titel            | Jaar       | NL Top 40 | NL Single Top 100 | VL Ultratop 50 | Hot 100   | Country Airplay     | Hot Country Songs   | Hot Rock & Alternative Songs | Opmerkingen                                                                                |
| ---------------- | ---------- | --------- | ----------------- | -------------- | --------- | ------------------- | ------------------- | ---------------------------- | ------------------------------------------------------------------------------------------ |
| House of Mirrors | 26-04-2023 | -         | -                 | -              | -         | -                   | -                   | -                            | als Hollywood Undead ft. Jelly Roll van album Hotel Kalifornia door Hollywood Undead       |
| Chevrolet        | 11-12-2023 | -         | -                 | -              | 50 (17wk) | 1 (1wk) (42wk)      | 15 (27wk)           | -                            | als Dustin Lynch ft. Jelly Roll van album Killed the Cowboy door Dustin Lynch              |
| Almost Home      | 20-10-2023 | -         | -                 | -              | -         | -                   | -                   | -                            | als Craig Morgan & Jelly Roll van album Enlisted door Craig Morgan                         |
| All My Life      | 06-06-2024 | -         | -                 | -              | 77 (1wk)  | -                   | -                   | 14 (21wk)                    | als Falling in Reverse ft. Jelly Roll van album Popular Monster door Falling in Reverse    |
| Somebody Save Me | 19-07-2024 | tip 20    | -                 | -              | 27 (3wk)  | -                   | -                   | -                            | als Eminem ft. Jelly Roll van album The Death of Slim Shady (Coup de Grâce) door Eminem    |
| Lonely Road      | 26-07-2024 | -         | -                 | -              | 33 (16wk) | -                   | 13 (20wk)           | 7 (26wk)                     | als Machine Gun Kelly & Jelly Roll                                                         |
| Hurt             | 22-11-2024 | -         | -                 | -              | -         | -                   | -                   | -                            | als OneRepublic & Jelly Roll van album Artificial Paradise (Super Deluxe) door OneRepublic |
| Believe          | 09-12-2024 | -         | -                 | -              | -         | -                   | -                   | -                            | als Brooks & Dunn & Jelly Roll van album Reboot II door Brooks & Dunn                      |

### Singles (promotiesingles)
Tussen haakjes totaal aantal weken in de lijst / * nog in de lijst
| Titel                   | Jaar       | Charts    | Charts            | Charts         | Charts  | VS Billboard Charts | VS Billboard Charts | VS Billboard Charts          | Opmerkingen                                                                                  |
| Titel                   | Jaar       | NL Top 40 | NL Single Top 100 | VL Ultratop 50 | Hot 100 | Country Airplay     | Hot Country Songs   | Hot Rock & Alternative Songs | Opmerkingen                                                                                  |
| ----------------------- | ---------- | --------- | ----------------- | -------------- | ------- | ------------------- | ------------------- | ---------------------------- | -------------------------------------------------------------------------------------------- |
| Son of the Dirty South  | 10-11-2022 | -         | -                 | -              | -       | -                   | 48 (2wk)            | -                            | als Brantley Gilbert ft. Jelly Roll van album So Help Me God van Brantley Gilbert / VS: Goud |
| She                     | 30-11-2022 | -         | -                 | -              | -       | -                   | -                   | 22 (20wk)                    | -                                                                                            |
| Unlive                  | 18-04-2023 | -         | -                 | -              | -       | -                   | -                   | 27 (3wk)                     | met Yelawolf                                                                                 |
| Should've Been a Cowboy | 26-04-2024 | -         | -                 | -              | -       | -                   | 48 (3wk)            | -                            | met T-Pain                                                                                   |
| Dead End Road           | 18-07-2024 | -         | -                 | -              | -       | -                   | 30 (1wk)            | 20 (5wk)                     | van soundtrack Twisters: The Album                                                           |
| Get By                  | 08-08-2024 | -         | -                 | -              | -       | -                   | 45 (1wk)            | 26 (14wk)                    | -                                                                                            |
| Run It                  | 22-11-2024 | tip 7     | -                 | -              | -       | -                   | -                   | -                            | van soundtrack Sonic the Hedgehog 3: Music from the Motion Picture                           |
| Only God Knows          | 07-03-2025 | -         | -                 | -              | -       | -                   | -                   | -                            | als Struggle Jennings ft. Jelly Roll                                                         |
| Dreams Don't Die        | 11-04-2025 | -         | -                 | -              | -       | -                   | 35 (1wk)            | -                            | -                                                                                            |

- International Standard Name Identifier: 0000 0004 5832 3355
- Library of Congress Control Number: n2016005163
- MusicBrainz: ab5a7a60-1b71-4e5b-b622-e0ae2ce84c32
- Virtual International Authority File: 81145541805196600457